# Stein (månkrater)
För andra betydelser, se Stein.
Stein är en nedslagskrater på månen. Stein har fått sitt namn efter astronomen Johan Stein.
Kratern har en diameter på ungefär 30 km.

## Satellitkratrar
| Stein | Latitud | Longitud | Diameter |
| ----- | ------- | -------- | -------- |
| C     | 8.9° N  | 178.8° W | 27 km    |
| K     | 5.2° N  | 180.0° W | 20 km    |
| L     | 4.6° N  | 179.8° W | 15 km    |
| M     | 3.8° N  | 178.8° E | 28 km    |
| N     | 2.2° N  | 178.5° E | 16 km    |